# Haakon VI van Noorwegen
Haakon VI Magnusson (ca. 1340 - Oslo, 11 september 1380) was koning van Noorwegen van 1343 tot aan zijn overlijden in 1380. Hij was de zoon van koning Magnus VII. In 1343 werd hij eerst medekoning en in 1355 volgde hij zijn vader op. In 1362 werd hij samen met zijn vader ook medekoning van Zweden.
In 1362 huwelijkte Hendrik II van Holstein zijn zuster Elisabeth uit aan Haakon. Onderweg naar haar toekomstige gemaal werd Elisabeth gevangengenomen door de aartsbisschop van Lund en uitgeleverd aan Waldemar IV, koning van Denemarken. Vervolgens arrangeerde Waldamar een huwelijk tussen zijn tienjarige dochter Margaretha en Haakon. Elisabeth trok zich terug in het stift Elten waar zij in 1365 als abdis benoemd werd. Zij zou deze taak tot haar dood in 1402 vervullen.
In 1363 huwde Haakon dan met Margaretha van Denemarken. Uit dit huwelijk werd de latere koning Olaf IV geboren.
- Bibsys: 90685720
- Gemeinsame Normdatei: 1261494458
- International Standard Name Identifier: 0000 0003 9887 7515
- LIBRIS: 274903
- Virtual International Authority File: 228619849